# Taibi Kahler
Pour les articles homonymes, voir Taibi.
 (avril 2021).
Taibi Kahler, né en 1943, est psychologue américain qui s'intéresse au management.

## Biographie
Taibi Kahler est un psychologue clinicien et auteur américain. Il est à l'origine du concept des Mini-scénarios (Miniscripts), pour lequel il reçoit en 1977, le prix Eric Berne Memorial Scientific Award de l'International Transactional Analysis Association, Il a créé les modèles « Process Therapy Model » (PTM) et « Process Communication Model » (PCM).

## Activités professionnelles
Kahler a développé le Personality Pattern Inventory (PPI),  Appliquant les théories de Kahler au domaine des communications, il soutient que toute population peut être divisée en six types de personnalité différents (dénotés Analyseur, Empathique, Persévérant, Énergiseur, Imagineur, Promoteur) et qu'en modifiant son propre style et technique de communication en fonction des personnalités de ceux qui écoutent, on peut devenir un communicateur plus efficace.

## Publications
- Le grand livre de la Process Thérapie, Eyrolles, 2010 (ISBN 978-2212544336)
- Communiquer, motiver, manager en personne, Paris, InterÉditions, 2009 (ISBN 978-2729617974)
- (en) The Process Therapy Model: The Six Personality Types with Adaptations, 2008 (ISBN 978-0981656502)
- (en) The Mastery of Management, 2006 (ISBN 978-0970118523)
- (en) Process therapy in brief: the clinical application of miniscript, Little Rock, AR, Human Development Publications, 1979
- (en) Transactional analysis revisited, Little Rock, AR, Human Development Publications, 1978
- (en) Taibi Kahler et M. Dexter Brown, NoTAtions: A guide to TA literature, Huron Valley Institute, 1978